# テンノウメ

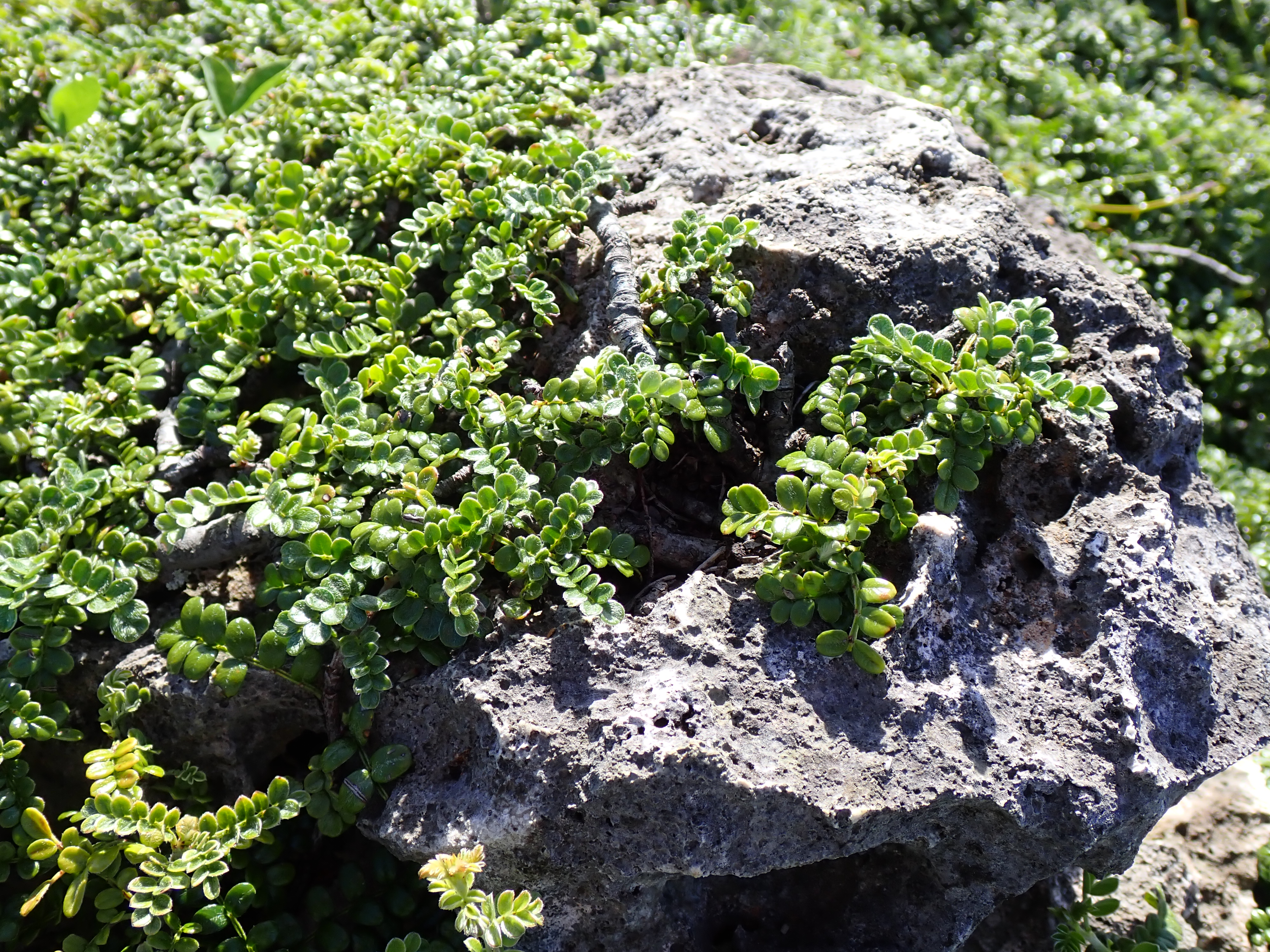
テンノウメの生育状況（沖縄県宮古島）

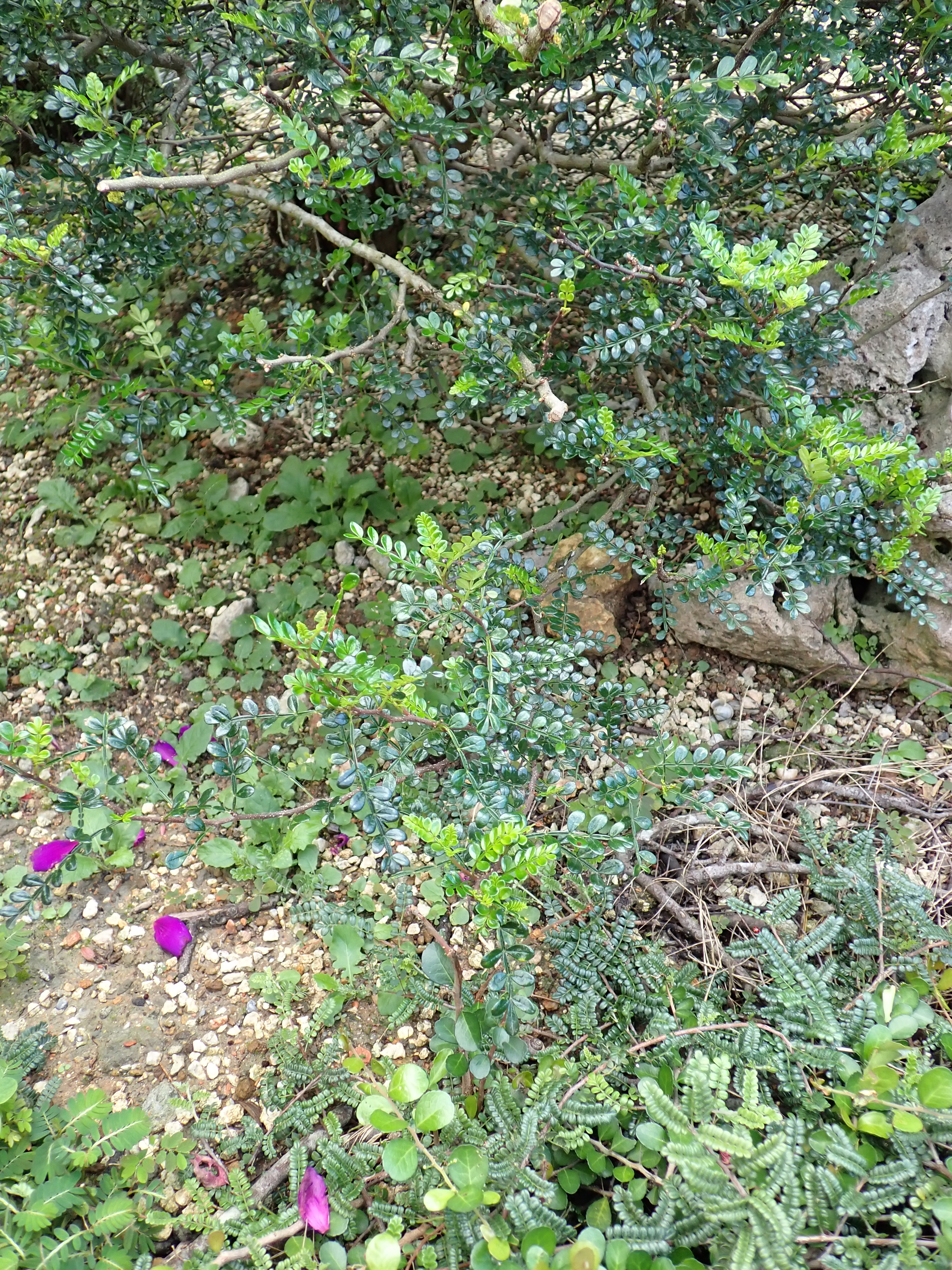
葉軸の翼が狭いテンノウメ（右下）と広い翼をもつヒレザンショウ（中央より上）の比較

テンノウメ（天の梅、別名テンバイ、イソザンショウ、学名：Osteomeles anthyllidifolia var. subrotunda）はバラ科テンノウメ属の常緑矮性低木。

## 特徴
高さ0.1–0.5 mで匍匐する。幹は木質化する。葉は小さく、羽状複葉は互生し、全体で長さ6 cm以下、葉軸に狭い翼が出る。小葉は5–8対が対生し、各小葉は全縁で長さ4–8 mmほど。葉や花序軸、果実などに白い伏毛が多いが刺は無い。同じ環境に生えるミカン科のヒレザンショウによく似るが、本種の葉にはヒレザンショウのような腺点や香りは無い。花は５弁、径1 cmの白色でウメに似る。果実は径6 mmの球形で、冬に赤～黒紫色に熟する。

## 分布と生育環境
屋久島（※絶滅と記述）、トカラ列島（悪石島（※北限と記述）、小宝島、宝島）～先島諸島、大東諸島。やや稀。国外では台湾、中国広東省やハワイに産する。海岸の岩場、隆起サンゴ礁上や草地に生育。

## 利用
庭木や盆栽に利用されるが盗掘で減少し、環境省レッドリスト 絶滅危惧II類 (VU)に指定。

## 近縁種
小笠原諸島にタチテンノウメO. schwerinae 及びシラゲテンノウメO. lanata が知られる。これら２種と中国産O. schwerinaeは連続する１種とする見解もあり、日本産テンノウメ属の種類に関する研究結果については再検討が必要とされる。